# Šarenokrili tinamu
Šarenokrili tinamu (lat. Nothoprocta ornata) je vrsta ptice iz roda Nothoprocta iz reda tinamuovki. Živi u suhim grmovitim staništima u tropskim i suptropskim staništima na zapadu središnjeg dijela Južne Amerike.

## Opis
Dug je oko 31-35 centimetara. Mužjak je težak 444-700 grama, a ženka je teška 593-761 grama. Gornji dijelovi su smećkasto-sivi s upadljivim crnim i smećkasto-žutim mjestima. Glava i vrat su smećkasto-žuti, s crnim mjestima. Kljun je tanak i zakrivljen. Noge su žute ili sive boje.
Hrani se plodovima s tla ili niskih grmova. Također se hrani i malom količinom manjih beskralježnjaka i biljnih dijelova. Mužjak inkubira jaja koja mogu biti od čak četiri različite ženke. Inkubacija obično traje 2-3 tjedna.

## Taksonomija
Okićeni tinamu ima tri podvrste. To su:
- N. ornata ornata nominativna podvrsta iz Anda jugoistočnog Perua, sjevernog Čilea i zapadne Bolivije.
- N. ornata branickii živi u središnjem Peruu, u neotropskoj ekoregiji puna.
- N. ornata rostrata živi u Andama sjeverozapadne Argentine.

## Vanjske poveznice
|  | Zajednički poslužitelj ima još gradiva o temi Nothoprocta ornata |
|  | Wikivrste imaju podatke o taksonu Nothoprocta ornata             |